# 정대윤
정대윤은 대한민국의 텔레비전 연출가이다.

## 경력
- MBC TV제작본부 드라마국 드라마R&D센터 프로듀서
- 2004 MBC

## 학력
- 서울대학교 국어국문학 학사

## 작품
| 연도 | 방송 | 제목                   | 역할 |
| ---- | ---- | ---------------------- | ---- |
| 2010 | MBC  | 나야, 할머니           | 연출 |
| 2012 | MBC  | 더킹 투하츠            | 연출 |
| 2012 | MBC  | 아랑사또전             | 연출 |
| 2013 | MBC  | 드라마 페스티벌 - 불온 | 연출 |
| 2015 | MBC  | 그녀는 예뻤다          | 연출 |
| 2016 | MBC  | W                      | 연출 |
| 2017 | MBC  | 로봇이 아니야          | 연출 |
| 2022 | JTBC | 재벌집 막내아들        | 연출 |

## 수상
- 2016년 제43회 한국방송대상 중단편드라마 TV부문 특별상
- 2016년 MBC 연기대상 올해의 드라마상
- 2017년 방송통신위원회 방송대상 한류부문 우수상
- 2017년 제50회 휴스턴국제영화제 심사위원 특별상